# Uemura Eiichi
Eiichi Uemura (sinh ngày 1 tháng 12 năm 1975) là một cầu thủ bóng đá người Nhật Bản.

## Sự nghiệp câu lạc bộ
Eiichi Uemura đã từng chơi cho Ventforet Kofu.